# チットゥール・V・ナガイアー
チットゥール・V・ナガイアー（Chittor V. Nagaiah、1904年3月28日 - 1973年12月30日）は、インドの俳優、映画監督、映画プロデューサー、作曲家、プレイバックシンガー。フィルムインディアの編集長バーブラーオ・パテルは、ナガイアーを「インドのポール・ムニ」と評している。2014年には彼の功績を称え、チットゥールの劇場が「チットゥール・ナガイアー・カーラクシェトラーム」に改名され、1965年にパドマ・シュリー勲章を授与された。

## 生い立ち
現在のアーンドラ・プラデーシュ州チットゥール県のバラモン家庭ラーマリンガ・サルマとヴェンカータ・ラクシュマンバの息子として生まれる。一家はクッパムを経てティルマラに移住した。
ナガイアーはチットゥールで学位を取得した後、植民地政府の職員となったものの、退職してアーンドラ・パトリカ誌のジャーナリストに転職した。マハトマ・ガンディーとジャワハルラール・ネルーの影響を受けて1930年に独立運動に参加し、後に蓄音機の販売業に転職した。彼はジャヤー・ラクシュミーと結婚したが、彼女は1年後に娘を産んだ後に死去している。後にギリジャーと再婚したが、彼女も8か月後に子供を流産した際に死去し、ジャヤーとの間に生まれた娘との死別した。彼女たちとの死別後、ナガイアーはスリ・ラマナ・アーシュラムに滞在した。

## キャリア
ナガイアーはチットゥールの劇場協会ラーマ・ヴィラサ・サーバと密接な繋がりがあり、多くの舞台で俳優、監督を務めた。舞台ではテルグ人の詩人ポダナ、ヴェマナ、シャガラジャなどを演じた。舞台活動を通してB・N・レッディと親友になった。このころ、B・N・レッディはH・M・レッディと共にロヒニ・ピクチャーズを設立し、ナガイアーは1938年に同社が製作した『Gruhalakshmi』で主役を務め、映画デビューした。その後、彼はロヒニ・ピクチャーズやヴァウヒニ・スタジオが製作した『Vande Matharam』（1939年）、『Sumangali』（1940年）、『Devata』（1941年）、『Swarga Seema』（1945年）、『Ezhai Padum Padu』（1950年）などに出演した。
ナガイアーは生涯で200本以上のテルグ語映画に出演した。テルグ語映画の他に160本近いタミル語映画、カンナダ語映画、マラヤーラム語映画、ヒンディー語映画にも出演している。彼はインドで最も優秀なメソッド俳優の一人であり、マチネー・アイドルとして人気を集め、実在の人物の特徴とマニエリスムの研究に努めていた。1940年にはインド映画で初めて映画界を舞台にした『Viswa Mohini』で主演を務めた。また俳優の他に映画製作者として『Bhakta Potana』（1942年）、『Tyagayya』（1946年）、『Chakradhari』（1948年）、『Naa Illu』（1953年）などパイオニア的な作品に携わった。1964年に監督、プロデューサー、脚本、主演を務めた『Ramadasu』では国家映画賞 テルグ語長編映画賞を受賞している。